# Fil Spadla
Fil Spadla is een berg in het kanton Graubünden in Zwitserland. De berg is onderdeel van het bergmassief Silvretta en ligt ten noorden van Scuol.
De berg heeft een hoogte van 2.963 meter. Naast deze top heeft het nog twee secundaire toppen, met een westelijke top op 2.868 meter en de oostelijke top met de naam Piz Spadla op 2.912 meter.